# Boiled Kilt
Boiled Kilt — немецкая группа, основанная в 1995 году в городе
Лейпциг. Наряду с Think About Mutation их относят к классикам лейпцигской рок-школы. На настоящий момент все участники группы заняты в других музыкальных проектах, и группа считается неактивной.

## История
Играя в разных музыкальных коллективах, будущие участники группы впервые собрались в студии летом 1995 года, репетируя кавер-версии песен Think About Mutation, крайне популярных в своем родном городе, и некоторых хитов Metallica. Уже в конце года на STAAT Records выходит дебютный альбом, тепло встреченный критиками и публикой. Свой музыкальный стиль, микс из тяжелой и электронной музыки, сам коллектив обозначал как DanceCore. 
 Музыканты начинают сотрудничество с Uwe Schmidt, менеджером Think About Mutation, и отправляются в турне по Германии, Австрии, Швейцарии. В последующие годы Boilet Kilt играли в немецких турах Hatebreed и Sepultura, выступали на международных фестивалях (таких как «With Full Force» и «Force Attack»), посетили с концертами множество стран, включая Чехию и Польшу.
В 2003 году, после выступлений с Pro-Pain, Stewa, Fox и Marcel образовывают новую формацию — дэт-метал коллектив Crowd.

## Дискография

### Студийные альбомы
- 1995 Demo-Tape
- 1996 Broken Identity[2]
- 1998 Boiled Kilt
- 1999 Stay Blind. Session One E.P.[3]
- 2000 Not 4 sale[4]